# Bentley Mulsanne
La Bentley Mulsanne è un modello di vettura di lusso prodotta dalla Bentley in numerose versioni, allestimenti e carrozzerie dal 1980 al 1998.
Il nome di questo modello deriva dalla cittadina francese di Mulsanne, il cui territorio da una porzione del Circuit de la Sarthe, dove si disputa la 24 Ore di Le Mans di cui la Bentley ha vinto 6 edizioni. 

Sostituisce la storica Serie T, divenendo il modello di punta della casa automobilistica inglese, mentre il modello Eight, anche se analogo, era di gamma inferiore per livello di allestimento e prestazioni. Di fatto, anche questo modello di Bentley continuò a essere un clone del modello superiore della casa madre Rolls-Royce.

Vi furono numerosissime versioni molto simili tra loro e, nel 1992, fu sostituita temporaneamente dall'ultima di queste: la Brooklands e poi definitivamente dalla Arnage, nel 1998.

## Versioni

### Bentley Mulsanne
La prima versione della Bentley Mulsanne venne prodotta dal 1980 al 1987. Il motore V8 di 6750 cc, lo stesso montato sulle ultime Rolls Royce Silver Shadow II,  eroga 200 CV a 4300 giri/min e 456 Nm di coppia motrice. La trazione è posteriore, e il cambio è automatico a 3 rapporti.
La velocità massima raggiungeva i 193 km/h con un'accelerazione 0-100 km/h 10 secondi. La capacità del bagagliaio era di 550 dm3 e la capacità del serbatoio era di 108 litri.

### Bentley Mulsanne Turbo
La Bentley Mulsanne Turbo venne prodotta dal 1982 al 1985. Presentata per la prima volta al pubblico presso il salone automobilistico di Ginevra del 1982, era dotata di un propulsore V8 6.7 abbinato ad un turbocompressore Garrett AirResearch per una potenza stimata di 300 CV gestito da un cambio automatico a tre velocità. Le sospensioni erano in configurazione indipendente con molle elicoidiali su entrambi gli assi. Gli interni erano realizzati con inserti in legno di noce e pelle, con tappetini realizzati in lana. I cerchi di serie erano stati sostituiti con dei modelli in lega.

### Bentley Turbo R
La Bentley Turbo R, (dove R sta per roadholding -tenuta di strada- e non per racing-corsa) prese il posto della Mulsanne Turbo e fu prodotta dal 1985 al 1995.
- Il motore 6750 cm³, 8 cilindri a V di 90° eroga 333 CV a 4500 giri/min e 756 N·m di coppia ( la potenza in seguito salì a 340 CV per poi ridiscendere a 320 CV nella versione catalizzata per poi risalire di nuovo a 360 CV nel 1995)
- Trazione posteriore, Cambio automatico a 3 rapporti
- Velocità massima 238 km/h, accelerazione 0-100 km/h 6.8 secondi
- Bagagliaio 550 dm3, capacità serbatoio 108 litri

Il motore, con catalizzatore, 6749 cm³, eroga 218 CV a 4200 giri/min e 440 N·m di coppia
automatico a 3 rapporti, dal 1992 cambio automatico a controllo elettronico (con blocco del convertitore) a 4 rapporti.
Velocità massima 205 km/h.

### Bentley Turbo S
La Bentley Turbo S venne prodotta dal 1994 al 1995 in serie limitata di meno cento esemplari. Si affiancò e poi sostituì la Muslanne Turbo R. Era dotata di un nuovo sistema di gestione del motore derivato dalla tecnologia impiegata in Formula 1 e di un nuovo sistema di raffreddamento del turbocompressore. La velocità massima era di 250 km/h.

### Bentley "New" Turbo R
La Bentley "New" Turbo R venne prodotta tra il 1995 e il 1997. Usata per sostituire la Turbo S, era dotata di un propulsore V8 che erogava una potenza di 390 cavalli grazie all'inserimento di un nuovo turbocompressore Garrett AirResearch. In grado di far raggiungere la velocità massima di 250 km/h, il motore veniva gestito da un cambio automatico a quattro rapporti. L'impianto frenante era costituito da freni a disco ventilati all'anteriore e a disco pieno al posteriore. Le sospensioni erano in configurazione indipendente all'anteriore e con controllo automatico di marcia al posteriore.

### Bentley Turbo R Sport
La Bentley Turbo R Sport venne prodotta nel 1996 affiancandosi alla Muslanne New Turbo R. Il suo propulsore V8 dotato di turbocompressore Garrett AirResearch erogava una coppia di 750 Nm, permettendole di raggiungere la velocità massima di 241 km/h. Il tutto era gestito da un cambio automatico a quattro velocità. L'impianto frenante è stato dotato di freni a disco ventilati più grandi per sopperire alle nuove prestazioni.

### Bentley Turbo RT
La Bentley Turbo RT venne prodotta dal 1997 al 1998. Era dotata di un propulsore V8 dalla potenza di 400 CV e di una coppia di 800 Nm. Quest'ultimo era dotato di un turbocompressore e di un intercooler Garrett AirResearch e veniva gestito da un cambio automatico a quattro velocità.

### Bentley Mulsanne S
La Bentley Mulsanne S venne prodotta dal 1987 al 1992. Questa versione integrava gli interni presenti sulla Turbo R ed era dotata di cerchi in lega. L'impianto frenante era costituito da quattro freni a disco (ventilati all'asse anteriore) mentre il propulsore equipaggiato era un V8 gestito da un cambio automatico a tre rapporti. Le sospensioni erano indipendenti con molle elicoidali anteriori e posteriori.